# Народний музей історії Донецького державного медичного університету імені М. Горького
Народний музей історії Донецького державного медичного університету імені М. Горького — музей, заснований в 1976 році в Донецьку, Донецької області України.

## Історія
Музей споруджено 21 лютого 1976 року Руденком Антоном Кузьмичем.
В 1980 музею надано звання «народний».

## Експозиція
Серед експонатів музею міститься: документи, фотографії, газети, вирізки з газет, портрети, картини, макети, книги, медичні інструменти, ордени, медалі, особисті речі та подарунки університету.
Експозиція складається з наступних розділів:
- Історія заснування університету;
- Студенти та викладачі вишу під час німецько-радянської війни;
- Ремонт Донецького державного медичного університету після закінчення війни;
- Історія університету з 1994 року до подальшого часу;
- Факультети вишу;
- Алея слави «Нащадки Гіппократа»;
- Суспільне життя університету;
- Розділ присвячений 70-річчю Донецького державного медичного університету.